# 固定資産
固定資産（こていしさん、fixed assets、Non-current assets）には、会計上の固定資産と、税法上の固定資産の2通りの意味がある。

## 会計上の固定資産
会計上の固定資産とは、販売目的でなくかつ継続的に会社で使用することを目的とする財産のことを指す。固定資産は流動資産（Current assets）と共に資産を構成する。
企業の営業活動を直接表している売掛金、在庫などと、営業活動に直接の関連がなくとも短期的に現金として現れる預金利子などは流動資産であり、固定資産とは異なる扱いとなる。短期と長期の区別は、日本を含む国際的な会計の基準では1年を用いており、1年以内に現金化するものは流動資産とされる。
会社計算規則（平成18年2月7日法務省令第13号）106条3項2号に有形固定資産、106条3項3号に無形固定資産、106条3項4号に投資その他の資産として区分されるべき資産について定められている。

### 区分
| 勘定科目         | 英文                                                |
| ---------------- | --------------------------------------------------- |
| 有形固定資産     | Tangible Assets またはProperty, Plant and Equipment |
| 土地             | Land                                                |
| 建物             | Building                                            |
| 建設仮勘定       | Construction in progress(process)                   |
| 工具器具備品     | Equipment                                           |
| 機械装置         | Machinery and equipment                             |
| 車両運搬具       | Automotive equipment, Delivery equipment, Vehicles  |
| 無形固定資産     | Intangible Assets                                   |
| 営業権（のれん） | Goodwill                                            |
| 特許権           | Patents                                             |
| 実用新案権       | Model utility rights                                |
| 意匠権           | Design rights                                       |
| 著作権           | Copyrights                                          |
| 商標権           | Trade marks                                         |
| 漁業権           | Fisheries rights                                    |
| 借地権           | Lease of land                                       |
| 鉱業権           |                                                     |
| ソフトウェア     | Software                                            |
| 投資その他の資産 | Investments and other assets                        |
| 長期前払費用     | Long-term prepaid expenses                          |
| 長期貸付金       | Long-term loans receivable                          |
| 投資有価証券     |                                                     |
| 繰延税金資産     | Deferred Tax Asset                                  |

### 固定資産の評価
固定資産の評価について、会社法は、その取得価額又は製作価額を付け、毎決算期に相当の減価償却することを必要とするものとして、原価主義の立場をとっている。
相当の減価償却とは、それぞれの資産について耐用年数と残存価額とを決定し、原価から残存価額を控除した額を耐用年数に応じて各決算期に計画的・規則的に配分することである。一般的に有形固定資産は定率法により減価償却（depreciation）し、無形固定資産は定額償却（amortization）する。
なお、固定資産に予測できない減損が生じたとき（災害・事故などを原因とする物質的減損と、新製品・新技術の出現などの機能的減損を含む）は、相当の減額をしなければならないものとしている（減損会計）。
また、固定資産のうち、のれんや投資に属する長期金銭債権や有価証券については特別の評価規定がある。

## 税法上の固定資産
法人税法上、「固定資産」は次のように定義されている。すなわち、「土地（土地の上に存する権利を含む。）、減価償却資産、電話加入権その他の資産で政令で定めるもの」（法人税法第2条第22号）。所得税法上の「固定資産」も大枠において同様である（所得税法第2条第18号）。
地方税法（昭和25年法律第226号）に定められた「固定資産」は、次のように規定されている。
1. 固定資産 - 土地、家屋及び償却資産を総称する。
2. 土地 - 田、畑、宅地、塩田、鉱泉地、池沼、山林、牧場、原野その他の土地をいう。
3. 家屋 - 住家、店舗、工場（発電所及び変電所を含む。）、倉庫その他の建物をいう。
4. 償却資産 - 土地及び家屋以外の事業の用に供することができる資産（鉱業権、漁業権、特許権その他の無形減価償却資産を徐く。）でその減価償却額又は減価償却費が法人税法又は所得税法の規定による所得の計算上損金又は必要な経費に算入されるもののうちその取得価額が少額である資産その他の政令で定める資産以外のもの（これに類する資産で法人税又は所得税を課されない者が所有するものを含む。）をいう。ただし、自動車税の課税客体である自動車並びに軽自動車税の課税客体である原動機付自転車、軽自動車、小型特殊自動車及び二輪の小型自動車を除くものとする。